# Rhipidoglossum ochyrae
Rhipidoglossum ochyrae é uma espécie de orquídea, família Orchidaceae, que existe em Camarões. Trata-se de planta epífita, monopodial  com caule que mede pelo menos vinte centímetros de comprimento e tem folhas alternadas ao longo de todo o caule; cujas pequenas flores tem um igualmente pequeno nectário sob olabelo.

## Publicação e sinônimos
- Rhipidoglossum ochyrae Szlach. & Olszewski, in Fl. Cameroun 36: 868 (2001).

Sinônimos homotípicos:
- Angraecopsis ochyrae (Szlach. & Olszewski) R.Rice, Prelim. Checklist & Survey Subtrib. Aerangidinae (Orchidac.): 19 (2005).